# Olheiros
Olheiros é uma aldeia portuguesa, situada na freguesia de São Vicente de Aljubarrota, no município de Alcobaça.
Nesta aldeia, é realizada anualmente a  festa de São João Baptista, no mês de Junho.
Encontra-se na estrada nacional 8 entre a vila de Aljubarrota e a localidade de Cumeira de Baixo, tendo uma estrada que liga esta aldeia ao Mogo, ao Val Vazão e Casais de Santa Teresa, e, em sequência, ao IC2.
Nesta aldeia, há uma escola primária e uma capela em honra de São João Baptista.